# 続・社長忍法帖
『続・社長忍法帖』（ぞく しゃちょうにんぽうちょう）は、1965年1月31日に東宝系で公開された日本映画。カラー。東宝スコープ。

## 概要
『社長シリーズ』第23作。本作では、前作で北海道出張所主任だった毛馬内（フランキー堺）が本社の営業課長となり、新たな地方ロケは京都府となる。そして本作より、小林桂樹と司葉子演じる夫婦に初めて子供が誕生する。
助演には藤田進や進藤英太郎といった大物が出演、更に森繁久彌主演『駅前シリーズ』のこの時期の常連だった旭ルリが助演する。
なお、前作と本作では名物の「宴会芸」が全く無い（シリーズ中唯一）。

## スタッフ
- 製作：藤本真澄
- 脚本：笠原良三
- 監督：松林宗恵
- 撮影：鈴木斌
- 照明：石井長四郎
- 美術：村木忍
- 録音：伴利也
- 音楽：山本直純
- 編集：岩下広一
- 助監督：松森健
- スチール：秦大三

## 出演者
- 岩戸久太郎：森繁久彌
- 岩戸登代子：久慈あさみ
- 戸樫忠造：加東大介
- 石川隆：小林桂樹
- 石川京子：司葉子
- 石川まつ：英百合子
- 間々田弁次郎：三木のり平
- 毛馬内強：フランキー堺
- マダム澄江：新珠三千代
- 芸者・玉菊：草笛光子
- 甲賀社長（「甲賀商事」社長）：進藤英太郎
- 甲賀夫人：塩沢とき
- 庄司社長：藤田進
- 谷本専務：沢村いき雄
- 丹波所長（ホテル設計士）：伊藤久哉
- 女将・せん：浪花千栄子
- 女中頭：三田照子
- 女中：記平佳枝
- 女中：杉浦千恵
- 岩戸屋のお手伝いさん：浦山珠実
- 舞妓：旭ルリ
- 事務員：中山豊
- BG：谷和子
- 甲賀の秘書：北あけみ

## 同時上映
『波影』
- 原作：水上勉／脚本：八住利雄／監督：豊田四郎／主演：若尾文子／東京映画作品。